# Bistum Jalapa
Das Bistum Jalapa (lat.: Dioecesis Ialapensis in Guatimala) ist ein in Guatemala gelegenes römisch-katholisches Bistum mit Sitz in Jalapa. Es umfasst die Departamentos Jalapa und El Progreso.

## Geschichte
Papst Pius XII. gründete das Bistum am 10. März 1951 aus Gebietsabtretungen des Erzbistums Guatemala. Am 25. Januar 2016 gab es Gebietsanteile zur Errichtung des Bistums Jutiapa ab.

## Bischöfe von Jalapa
- Miguel Angel Garcia y Araujo (11. April 1951 – 29. Januar 1987)
- Jorge Mario Ávila del Águila CM (29. Januar 1987 – 5. Dezember 2001)
- Julio Edgar Cabrera Ovalle (5. Dezember 2001 – 30. März 2020)
- José Benedicto Moscoso Miranda (seit 30. März 2020)